# الانتباهة (صحيفة)
الانتباهة هي صحيفة عربية يومية سودانية مملوكة لشركة المنبر للطباعة في الخرطوم.

## التاريخ والملف الشخصي
تأسست صحيفة الانتباهة عام 2006 بالشراكة ما بين عدد من أعضاء حزب المؤتمر الوطني والطيب مصطفى مؤسس حزب منبر السلام العادل، وهو حزب سياسي سوداني ذو توجه إسلامي أسسه الطيب مصطفى عام 2006. صدر العدد الأول من صحيفة الانتباهة في 28 يناير (كانون الثاني) 2006 عن شركة المنبر للطباعة بالخرطوم، وعلى مدى 11 عامًا متتالية، تصدّرت صحيفة الانتباهة قائمة الصحف الشاملة الأعلى توزيعًا في السودان بنسبة توزيع بلغت 81 بالمائة في عام 2015 وفقًا للتقرير السنوي الذي يصدره المجلس القومي السوداني للصحافة والمطبوعات الصحفية. أصدرت الحكومة السودانية في يوليو (تموز) 2010 قرارًا بإيقاف صحيفة الانتباهة إلى أجل غير مسمى، ولكن في 7 أكتوبر 2010 عاودت الصحيفة الصدور مرة أخرى. وفي يونيو (حزيران) 2012، أصدرت الحكومة السودانية أمرًا بمصادرة عدد صحيفة الانتباهة من المطبعة قبل توزيعه بساعات على خلفيّة نشر الصحيفة لمقال انتقدت فيه خطط حزب المؤتمر الوطني الحاكم آنذاك لرفع الدعم عن الوقود. وفي مايو (أيار) 2013 أصدر جهاز الأمن والمخابرات الوطني السوداني أمرًا بإيقاف صدور صحيفة الانتباهة لمدة أسبوع دون ذكر أسباب ذلك. وفي 20 سبتمبر (أيلول) 2021 أصدر مجلس الصحافة والمطبوعات الصحفية قرارا بإيقاف صدور صحيفة الانتباهة لمدة ثلاثة أيام اعتبارًا من 21 سبتمبر (أيلول) 2021 وحتى 23 سبتمبر (أيلول) 2021 على خلفية نشر الصحيفة لإعلان يخصّ اللجنة التنسيقية العليا لكيانات شرق السودان.

## الموقف السياسي
على الرغم من الترويج لها باعتبارها صحيفة مستقلة، فقد اتخذت صحيفة الانتباهة منذ تأسيسها اتّجاهًا مُواليًا للحكومة السودانية في عهد الرئيس السابق عُمر البشير، ومع هذا فقد تبنت الصحيفة خطابًا عرقيًّا داعمًا لانفصال جنوب السودان إلى أن وقع الانفصال بالفعل في عام 2011.  

## المحتوى

### رئاسة التحرير
تولى الطيب مصطفى رئاسة تحرير صحيفة الانتباهة منذ تأسيسها وحتى إيقاف صدورها عام 2010، ثم خلفه الصادق الرزيقي في رئاسة تحرير الصحيفة بعد إعادة إصدارها، وظل رئيسًا لتحرير الصحيفة حتى تقدم باستقالته في 18 أكتوبر (تشرين الأول) 2018، ثُم خلفه أحمد يوسف التاي في هذا المنصب بدءًا من مارس (آذار) 2020، ثُمّ تولى بخاري بشير لاحقًا رئاسة تحرير صحيفة الانتباهة إلى أن توقّف إصدارها مع عدة صحف ورقية سودانية أخرى اعتبارًا من 15 أبريل (نيسان) 2023 بسبب اندلاع الحرب الأهلية في السودان.